# Château de Nöthnitz
Le château de Nöthnitz (Schloß Nöthnitz) est un château allemand situé à Nöthnitz, village faisant partie aujourd'hui de la municipalité rurale de Bannewitz en Saxe, au sud de Dresde.

## Histoire
Le maréchal de la cour de Saxe, Heinrich von Taube, achète le château pour 6 500 florins et le reconstruit en style Renaissance en 1630. Il obtient des privilèges de château quatre ans plus tard.
Après le mariage en 1739 de Christiane von Arnim avec le comte Heinrich von Bünau, le château est embelli et le comte y installe son immense bibliothèque de 42 000 volumes, connue de tous les érudits européens. Cette bibliothèque fait partie aujourd'hui de la bibliothèque de Saxe à Dresde. Le comte était protecteur et mécène de l'archéologue Winckelmann qui fut bibliothécaire au château de 1748 à 1754.
Le château appartient à la famille von Sahr au XIXe siècle, puis à la famille von Könneritz qui restaurent le château et enfin au baron Rudolf Carl von Finck à partir de 1871. Son fils Carl est exproprié et chassé du château en 1945. Son petit-fils Viktor obtient de l'État de Saxe la permission de louer Nöthnitz après la réunification allemande et d'y demeurer. Il retourne en 1997 à la société de privatisation des terres et des entreprises (BVVG) qui en transfère la propriété au baron. Celui-ci restaure le château et crée une fondation d'études à propos de Winckelmann et un musée, tout en ouvrant la salle de bal pour des concerts, mais faute de moyens, la famille vend le château en avril 2009 pour 890 000 euros. La fondation a communiqué au public que le nouveau propriétaire comptait laisser le château ouvert au public.

## Source
- (de) Cet article est partiellement ou en totalité issu de l’article de Wikipédia en allemand intitulé « Schloss Nöthnitz » (voir la liste des auteurs).